# Farouk Ben Abbes
Pour les articles homonymes, voir Abbes.
Farouk Ben Abbes est un citoyen belge et militant islamiste pro palestinien, né le 18 août 1985 à Bruxelles. Son nom est mentionné dans plusieurs enquêtes anti-terroristes. 

## Biographie
Farouk Ben Abbes est le fils de Tahar Ben Abbes, retraité, ayant travaillé toute sa vie dans l'enseignement public, comme professeur de religion musulmane. 
En 2005, Farouk Ben Abbes part étudier la langue arabe en Tunisie, dont il est originaire, et en Arabie saoudite. Il s'installe ensuite au Caire (en Égypte) pour approfondir ses connaissances linguistiques.  
Disant vouloir aider la population de Gaza, sous les bombardements de l'armée israélienne, il se rend dans la bande de Gaza. Il explique : « c'était une démarche humanitaire » et « avoir passé son temps à rencontrer toutes les franges de la population gazaouie ».  Il est arrêté le 3 avril 2009 à son retour de la bande de Gaza par les services de renseignement égyptiens. Il sera torturé et jeté en prison à l'isolement, avant d'être expulsé vers Bruxelles sans qu'aucune charge ne soit retenue contre lui et après que son nom ait pu être mentionné dans l'affaire dite de « l’attentat du Caire », en Égypte, le 22 février 2009 — au cours duquel la jeune Française de dix-sept ans, Cécile Vannier, est tuée.
Dès son retour à Bruxelles, Ben Abbes est interrogé par les autorités belges, puis quelques mois plus tard en juillet 2010, il est interpellé par la police française lors d'un voyage en France, mis en examen pour association de malfaiteurs en vue de préparer des actes de terrorisme et placé en détention provisoire pendant dix-huit mois. Au cours de ses différentes auditions, Farouk Ben Abbes nie toutes les accusations portées contre lui. Faute d’éléments probants, une décision de non-lieu est prononcée dans cette affaire le 14 septembre 2012 par le juge d'instruction Christophe Tessier, pilier de l'anti-terrorisme, chargé du dossier. Ben Abbes est remis en liberté, et décide de rester en France. Son indemnisation par l'État fait l'objet de polémiques. Ben Abbes emménage ensuite en région parisienne, où il est auto-entrepreneur jusqu'en septembre 2015. Plus tard, il part vivre avec son épouse à Toulouse et poursuit des études en LEA et en ingénierie pédagogique à l'université Toulouse-Jean-Jaurès.  Sa vie bascule de nouveau après les attentats sanglants du 13 novembre 2015 : comme des centaines de personnes « fichés S », au nom de l'état d'urgence, il est assigné à résidence et subira diverses perquisitions sans qu'aucune d'entre elles n'aient pu amener le moindre élément incriminant. Cependant, dans une France meurtrie, au lendemain des attentats perpétrés dans l'Hexagone, Ben Abbes devient très vite un coupable idéal. Des centaines d'articles peu scrupuleux des faits et fantasmant une réalité finalement peu connue sortent régulièrement à son sujet, écornant une image déjà fort peu enviable.
Les avocats de Ben Abbes sont à l'initiative de plusieurs plaintes déposées en diffamation , mais également du dépôt d'une question prioritaire de constitutionnalité (QPC) concernant les mesures individuelles de contrôle administratif et de surveillance (MICAS).
En mars 2016, Ben Abbes est condamné à trois mois de prison ferme pour avoir manqué aux obligations de son assignation à résidence à Toulouse, étant sorti  du périmètre de la ville. À sa sortie de détention, il est éloigné à Brienne-le-Château dans l’Aube, avant d’être renvoyé à Toulouse après une expulsion avortée,.
En juillet 2018, il comparaît devant le tribunal correctionnel de Paris avec trois autres anciens administrateurs du site djihadiste Ansar Al-Haqq, pour association de malfaiteurs à visée terroriste pour avoir traduit du contenu et publié sur le site,, dix ans plus tôt. Il est condamné à quatre ans de prison ferme ainsi qu'à une expulsion du territoire français. Alors que les prévenus ont affirmé que leurs activités sur le site se résumaient à « informer », le tribunal a jugé que le site avait bien « incité » au djihad, avec « une vocation de recrutement » pour le combat armé « dans la lignée de ce qu’Al-Qaida recherchait, mener le “djihad médiatique” ».
Il quitte le tribunal librement, et fait appel de cette décision. En juillet 2019, la peine de prison ferme est réduite à trois ans devenant, dans son cas, aménageable,.
Denis Robert, journaliste et écrivain, en a fait une des figures de son documentaire-enquête intitulé Ennemis publics.